# Præsidentvalget i USA 1912
Præsidentvalget i USA 1912 var det 32. præsidentvalget, som blev afholdt tirsdag d. november 5, 1912. Den demokratiske guvernør Woodrow Wilson vandt blandt andet over den siddende republikanske præsident William Howard Taft. Ligeledes blev den tidligere republikanske præsident Theodore Roosevelt besejret, som grundet en intern splittelse i Det Republikanske Parti i mellemtiden havde stiftet sit eget nye parti — Det Progressive Parti eller "Bull Moose"-partiets. Det er det seneste præsidentvalg (per 2021), hvor kandidaten på andenpladsen hverken var demokrat eller republikaner.
Roosevelt var præsident fra 1901 til 1909 som republikaner, hvor Taft bl.a. i perioden 1904 - 1908 havde fungeret som krigsminister i Roosevelts administration. Med støtte fra blandt andet Roosevelt, blev Taft valgt til at efterfølge Roosevelt som præsident ved præsidentvalget i 1908. Taft's politiker som præsident faldt imidlertid ikke i god jord hos Roosevelt, der derfor valgte at udfordrede Taft i forbindelse med partiets nominering af præsidentkandidat ved det republikanske konvent 1912 . Taft og hans konservative allierede sejrede i midlertidig, hvilket fik Roosevelt og hans progressive tilhængere til at danne et nyt parti. På det demokratiske konvent vandt Wilson, med støtte fra William Jennings Bryan og andre progressive demokrater, kandidaturet og besejrede blandt andet formanden for Repræsentanternes Hus, Champ Clark. Socialistpartiet genominerede Eugene V. Debs.
Roosevelts platform "Ny Nationalism" (dansk: "Ny Nationalisme") kaldte for etablering af forskellige velfærdsprogrammer (bl.a. ift. sundhed), en reducering af arbejdsdagen til otte timer og robust føderal regulering af økonomien. Wilsons platform "New Freedom" (dansk: "Ny Frihed") lovede en toldreduktion, bankreform og ny antitrust-regulering. Taft førte en afdæmpet kampagne, som var baseret på hans platform om "progressiv konservatisme". Debs hævdede, at de tre andre kandidater blev finansieret af særlige interessenter og forsøgte at galvanisere støtten bag hans socialistiske politik.
Wilson udnyttede den republikanske splittelse og vandt 40 delstater og et flertal af valgstemmerne. Wilson modtog 41,8% af vælgerstemmerne på landsplan, hvilket var den laveste støtte en siddende præsident havde modtaget siden 1860. Wilson var den første demokrat til at vinde et præsidentvalg siden 1892 og en af kun to demokratiske præsidenter, der tjente mellem 1861 (den amerikanske borgerkrig) og 1932 (begyndelsen af den store depression). Roosevelt sluttede på andenpladsen med 88 valgmandsstemmer og 27% af vælgerstemmerne. Taft modtog 23% af vælgerstemmerne på landsplan og vandt to delstater — Vermont og Utah. Han var den første republikaner, der tabte de nordlige stater. Debs vandt ingen valgmandsstemmer, men tog 6% af vælgerstemmerne på landsplan, hvilket stadig i dag (pr. 2020) er den største stemmetilslutning for en socialistisk kandidat i USA. Wilson var den første præsidentkandidat, der modtog over 400 valgmandsstemmer ved et præsidentvalg.

## Yderligere læsning
- Anders, O. Fritiof. "Den svensk-amerikanske presse ved valget i 1912" Swedish Pioneer Historical Quarterly (1963) 14#3 s 103–126
- Broderick, Francis L. Progressivisme i fare: Valg af præsident i 1912 (Praeger, 1989).
- Chace, James (2004). 1912: Wilson, Roosevelt, Taft, and Debs—The Election That Changed the Country. New York: Simon and Schuster. ISBN 0-7432-0394-1.0-7432-0394-1
  - | Eksterne videoer | Eksterne videoer                                                |
| ---------------- | --------------------------------------------------------------- |
|                  | Booknotes interview with Chace on 1912, August 29, 2004, C-SPAN |
|                  | Presentation by Chace on 1912, May 12, 2004, C-SPAN             |

- Cooper, John Milton, Jr. (1983). The Warrior and the Priest: Woodrow Wilson and Theodore Roosevelt. Cambridge: Belknap Press. ISBN 0-674-94751-7.0-674-94751-7
- Cowan, Geoffrey. Lad folket styre: Theodore Roosevelt og fødslen af præsidentprimæret (2016).
- Delahaye, Claire. "The New Nationalism and Progressive Issues: The Break with Taft and the 1912 Campaign", i Serge Ricard, red., A Companion to Theodore Roosevelt (2011) s. 452–67. online Arkiveret 14. december 2020 hos  Wayback Machine
- DeWitt, Benjamin P. Den progressive bevægelse: En ikke-partisk, omfattende diskussion af aktuelle tendenser i amerikansk politik. (1915).
- Flehinger, Brett. Valget i 1912 og progressivismens magt: En kort historie med dokumenter (Bedford/St. Martin's, 2003).
- Gable, John A. Bullmoose Years: Theodore Roosevelt og det progressive parti. (Kennikat Press, 1978).
- Gould, Lewis L. Fire hatte i ringen: Valget i 1912 og fødslen af moderne amerikansk politik (UP i Kansas, 2008).
- Hahn, Harlan. "Det republikanske partis konvention af 1912 og Herbert S. Hadleys rolle i national politik." Missouri Historical Review 59.4 (1965): 407–423. Taft var villig til at gå på kompromis med Missouri -guvernør Herbert S. Hadley som præsidentkandidat; TR sagde nej.
- Jensen, Richard. "Theodore Roosevelt" i Encyclopedia of Third Parties. (ME Sharpe, 2000). s. 702–707.
- Kipnis, Ira (1952). The American Socialist Movement, 1897–1912. New York: Columbia University Press.
- Kraig, Robert Alexander. "Valget i 1912 og de retoriske fonde i den liberale stat." Retorik og offentlige anliggender (2000): 363–395. i JSTOR
- Link, Arthur S. (1956). Wilson: Volume 1, The Road to the White House.
- Milkis, Sidney M. og Daniel J. Tichenor. "'Direkte demokrati' og social retfærdighed: Kampagnen for det progressive parti fra 1912." Studier i amerikansk politisk udvikling 8#2 (1994): 282–340. DOI: https://doi.org/10.1017/S0898588X00001267
- Milkis, Sidney M. Theodore Roosevelt, det progressive parti og transformationen af amerikansk demokrati. Lawrence, KS: University Press of Kansas, 2009.
- Morgan, H. Wayne (1962). Eugene V. Debs: Socialist for President. Syracuse University Press.
- Mowry, George E. (1946). Theodore Roosevelt and the Progressive Movement. Madison: Wisconsin University Press. online
- Mowry, George E. "Valget i 1912" i Arthur M. Schlesinger, Jr., og Fred L Israel, red., History of American Presidential Elections: 1789-1968 (1971) 3: 2135–2427. online
- Mowry, George E. Theodore Roosevelt's æra og det moderne Amerikas fødsel. (Harper and Row, 1962) online .
- O'Mara, Margaret. Centrale tirsdage: Fire valg, der formede det tyvende århundrede (2015), sammenligner 1912, 1932, 1968, 1992 med hensyn til social, økonomisk og politisk historie
- Maleren, Carl, "The Progressive Party In Indiana," Indiana Magazine of History, 16#3 (1920), s. 173–283. I JSTOR
- Pinchot, Amos . Det Progressive Partis historie, 1912–1916. Introduktion af Helene Maxwell Hooker. (New York University Press, 1958).
- Sarasohn, David. Reformpartiet: Demokrater i den progressive æra (UP i Mississippi, 1989), s. 119–154.
- Schambra, William. "Valget i 1912 og oprindelsen til forfatningskonservatisme." i Mod en amerikansk konservatisme (Palgrave Macmillan, 2013). 95-119.
- Selmi, Patrick. "Jane Addams og Progressive Party -kampagnen for præsident i 1912." Journal of Progressive Human Services 22.2 (2011): 160–190. https://doi.org/10.1080/10428232.2010.540705
- Startt, James D. "Wilsons valgkampagne fra 1912 og pressen." i Woodrow Wilson and the Press: Prelude to the Presidency (Palgrave Macmillan, 2004) s. 197–228.
- Warner, Robert M. "Chase S. Osborn og præsidentkampagnen fra 1912." Mississippi Valley Historical Review 46.1 (1959): 19–45. online
- Wilensky, Norman N. (1965). Conservatives in the Progressive Era: The Taft Republicans of 1912. Gainesville: University of Florida Press.

### Primære kilder
- Bryan, William Jennings.En fortælling om to konventioner: At være en redegørelse for de republikanske og demokratiske nationale konventioner i juni 1912 med en oversigt over den progressive nationale konvention i august samme år (Funk & Wagnalls Company, 1912). online
- Chester, Edward W En guide til politiske platforme (1977) online
- Pinchot, Amos. Hvad er sagen med Amerika: Betydningen af den progressive bevægelse og stigningen i det nye parti. (Amos Pinchot, 1912).
- Roosevelt, Theodore. Theodore Roosevelts trosbekendelse før den progressive nationale konvention, 6. august 1912 (Progressive Party, 1912) online .
- Roosevelt, Theodore. Bull Moose on the Stump: The Campore Speeches of Theodore Roosevelt 1912 Ed. Lewis L. Gould. (UP i Kansas, 2008).
- Wilson, Woodrow (1956).  John Wells Davidson (red.). A Crossroads of Freedom, the 1912 Campaign Speeches.
- Porter, Kirk H. og Donald Bruce Johnson, red. Nationale partiplatforme, 1840-1964 (1965) online 1840-1956

## Eksterne links
- Præsidentvalget i 1912: En ressourcevejledning fra Library of Congress
- redaktionelle tegnefilm Arkiveret 15. februar 2020 hos  Wayback Machine
- Lydoptagelse af Teddy Roosevelt tale
- OurCampaigns.com oversigt over republikanske præsidentpræmier fra 1912
- 1912 vælgerstemmer efter distrikt
- 1912 vælgerstemmer efter delstat
- Præsidentvalget i 1912 Arkiveret 20. september 2013 hos  Wayback Machine
- Hvor tæt var valget i 1912? - Michael Sheppard, Massachusetts Institute of Technology